# Střeň (przystanek kolejowy)
Střeň – przystanek kolejowy w Střeňu, w kraju ołomunieckim, w Czechach. Przystanek znajduje się na wysokości 230 m n.p.m. i leży na linii kolejowej nr 270, będącej częścią trasy łączącej Pragę z Ostrawą. Przed modernizacją miał status stacji kolejowej.